# Henry M. Jackson

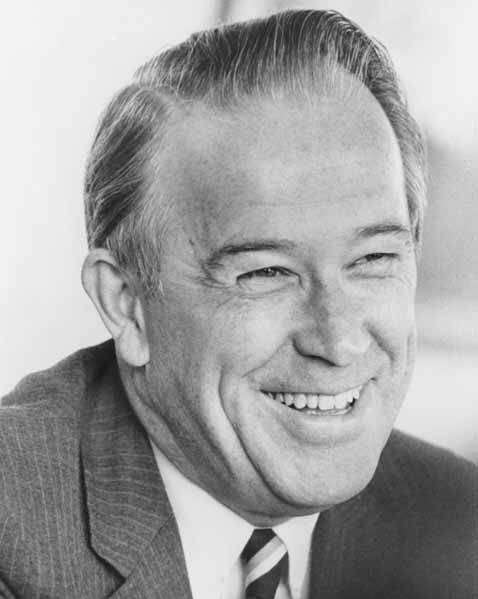
Henry M. Jackson

Henry Martin „Scoop“ Jackson (* 31. Mai 1912 in Everett, Washington; † 1. September 1983 ebenda) war ein US-amerikanischer Politiker, der den Bundesstaat Washington in beiden Kammern des US-Kongresses vertrat. Jacksons Positionen beeinflussten eine Reihe von Schlüsselfiguren, die mit dem Neokonservatismus in Verbindung gebracht werden, darunter Paul Wolfowitz und Richard Perle, die seine Mitarbeiter waren. Jackson wurde oft für die engen Verbindungen zur Rüstungsindustrie seines Bundesstaates kritisiert und oftmals als „Senator von Boeing“ bezeichnet.

## Leben und politische Laufbahn
Jackson erhielt seinen Spitznamen „Scoop“ von seinen Schwestern, die meinten er sähe einer Comicfigur ihm ähnlich. Henry Jackson erwarb an der Stanford University seinen Bachelor und studierte Jura an der University of Washington. 1935 machte er seinen Abschluss und praktizierte als Rechtsanwalt in Everett. Er war sofort erfolgreich und von 1938 bis 1940 Staatsanwalt im Snohomish County.
1940 kandidierte er erfolgreich als Demokrat für einen Sitz im Repräsentantenhaus der Vereinigten Staaten. Am 3. Januar 1941 nahm er dieses Mandat wahr. Seit diesem Tag verlor Jackson keine Wahl mehr für den Kongress. 1945 nahm er als Mitglied der amerikanischen Delegation an der International Maritime Conference in Kopenhagen teil und wurde 1946 zu deren Vorsitzenden gewählt, als die Konferenz in Seattle stattfand. Von 1945 bis 1947 war er außerdem Vorsitzender des Committee on Indian Affairs. Bei der Wahl 1952 gab er sein Mandat im Repräsentantenhaus auf, um für einen Sitz im US-Senat zu kandidieren. Er gewann die Wahl gegen den republikanischen Amtsinhaber Harry P. Cain und blieb die nächsten 30 Jahre Senator; bei seinen fünf Wiederwahlen erzielte er stets Stimmenanteile zwischen 67 und 82 Prozent. 1963 wurde er Vorsitzender des Committee on Interior and Insular Affairs. Diesen Posten hatte er bis 1977 inne; danach führte er den Vorsitz im aus diesem Ausschuss hervorgegangenen Committee on Energy and Natural Resources.
Jackson war nicht nur als Politiker für den Bundesstaat Washington erfolgreich, sondern fand auch auf nationaler Ebene Anerkennung, was zum Vorsitz des Democratic National Committee im Jahr 1960 führte. Jedoch erhielt er nicht die nötige Unterstützung, als er 1972 und 1976 vergeblich versuchte, Präsidentschaftskandidat der Demokraten zu werden.

## Jacksons Vermächtnis

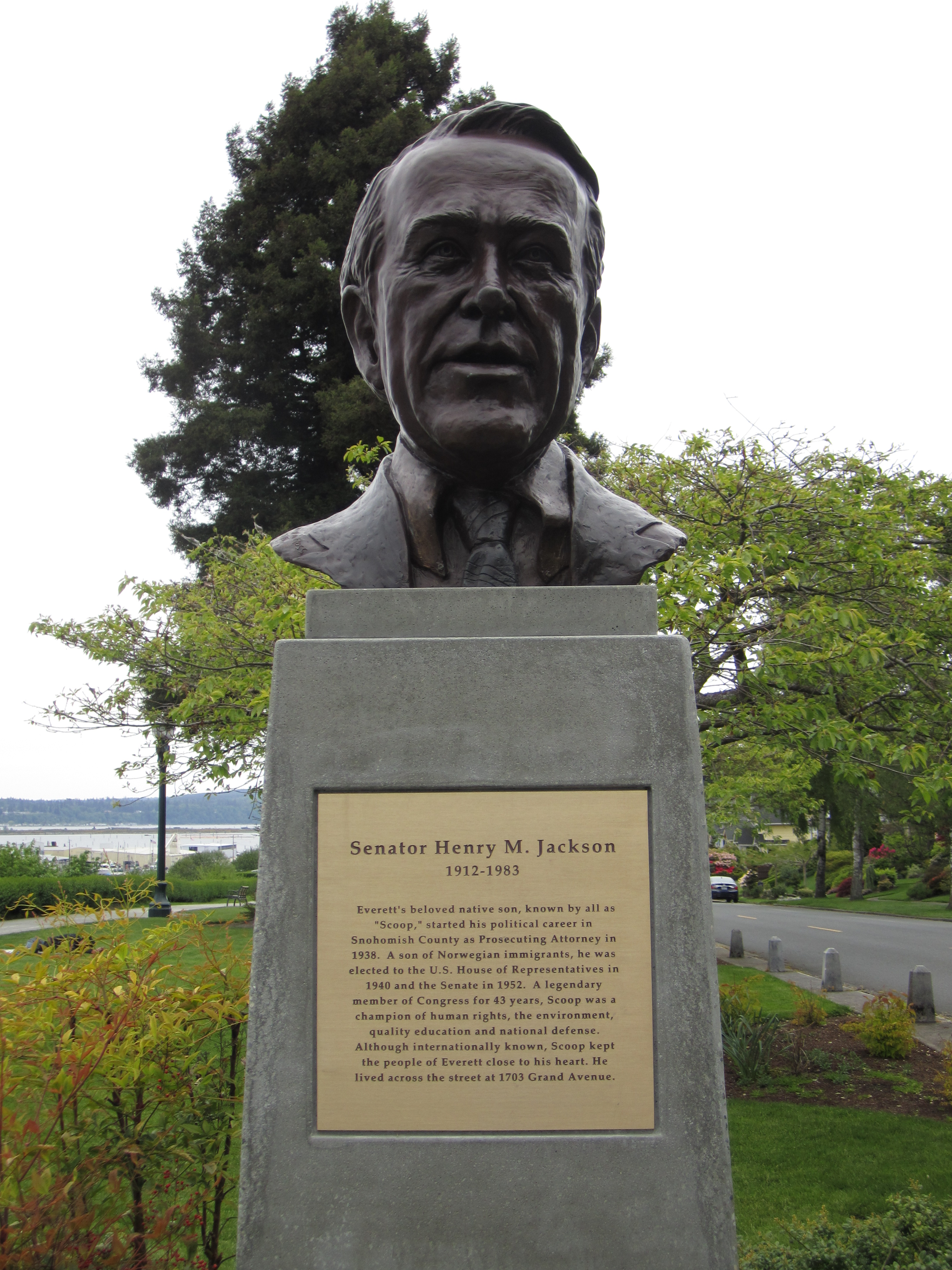
Denkmal in Everett

Jackson starb 1983 in Everett und wurde dort auf dem Evergreen Cemetery beigesetzt. Zu seinem Gedenken hat die University of Washington einen Fachbereich als Jackson School of International Studies bezeichnet. Die United States Navy benannte ein U-Boot mit strategischen Raketen der Ohio-Klasse nach ihm, die USS Henry M. Jackson (Kennung: SSBN-730), da er viele Jahre lang das Militär unterstützt hatte. 1998 wurde in Mill Creek eine Schule nach ihm benannt.
1984 wurde Jackson postum mit der Presidential Medal of Freedom ausgezeichnet.
Nach ihm benannt wurden die Henry M. Jackson Wilderness im Staate Washington sowie die Henry Jackson Society, ein neokonservativer britischer Think Tank für Außenpolitik.